# Abrikozenbuisjeszwam
De abrikozenbuisjeszwam (Xylodon flaviporus) is een paddenstoel uit de familie Schizoporaceae. De soort is een Saprofiet op loofhout en soms op naaldhout. Het meest komt hij voor op de eik (Quercus) en de berk (Betula), soms op naaldbomen (Spar, Picea).

## Taxonomie
Dit taxon werd in 1886 beschreven door Miles Joseph Berkeley, Moses Ashley Curtis en Mordecai Cubitt Cooke en noemde het Poria flavipora. Later werd het ingedeeld in verschillende typen. De huidige door Index Fungorum erkende naam is in 2017 door J. Riebesehl en E. Langer gegeven.

## Kenmerken

### Uiterlijke kenmerken
De dikte van de zwam varieert tussen de 2 en 6 millimeter. Niet alle kenmerken kunnen daardoor met het blote oog waargenomen worden. De buisjes zijn crèmekleurig tot geeloranje van kleur. In oude vruchtlichamen okergeel, ook groenachtig. De poriën zijn tussen de 4 en de 7 millimeter in diameter. Hoekige of labyrintische poriën zijn vaak overwoekerd door algen. Het vruchtlichaam is eenjarig en heeft een leerachtige textuur. De korst kan meerdere decimeters lang worden met meerdere uitlopers. De sporenprint is wit.

### Microscopische kenmerken
De sporen zijn hyaliene, ellipsoïdaal, inamyloïde, glad en meten 3,3–4,6 × 2,4–3,4 µm. De hyfen zijn zeer dun en dikwandig en hebben gespen.

## Verspreiding
De abrikozenbuisjeszwam wordt gevonden op alle continenten behalve Antarctica, evenals op veel eilanden.
Hij komt zeer algemeen voor in Nederland en België.